# Rait (ägyptische Mythologie)
Rait, auch Rat, ist eine altägyptische Göttin und war das weibliche Pendant des Sonnengottes Re.

## Geschichte
Die Femininbildung zum Gott Re besteht seit dem Neuen Reich und wird sowohl als Beiwort als auch als eigenständige Bezeichnung für Göttinnen verwendet, die Himmels- oder Sonnengottheiten oder Sonnenmütter waren. Der Hintergrund der Verbindungen zu Mut, Neith oder Hathor ist jedoch metaphorisch. Deutlich wird dies durch eine Bezeichnung der Königin Hatschepsut, die „Rait, die wie die Sonnenscheibe leuchtet“ lautet.
Allerdings war dem Sonnengott bereits bis zur 5. Dynastie ein weibliches Gegenstück zugeordnet worden. Die weibliche Form der Schreibung zu Re deutet darauf hin, dass dies keine eigenständige Göttin war, sondern geschaffen wurde.

## Darstellung
Darstellungen der Rait sind sehr selten. Gewöhnlich wird sie in einer der Hathor ähnlichen Gestalt abgebildet.

## Kult
Im vierten Monat der Ernte-Zeit wurde ein Rait-Fest gefeiert und im griechisch-römischen Tempel von Medamud wurde Rait mit Month und Harpokrates verehrt.

## Rait und Rait-taui
Die Pyramidentexte nennen eine Göttin Rait, wobei davon ausgegangen wird, dass die vollständigere Variante „Rait-taui“ lautet. Es ist allerdings ungewiss, ab welchem Zeitpunkt die Schreibung in dieser Form erfolgte.
Während Hans Bonnet beide Göttinnen voneinander trennt, sieht Richard H. Wilkinson beide Formen als eine Göttin an, wobei der Zusatz taui (der beiden Länder) parallel zu den Namen ihres Gatten Re geschaffen wurde.